# Henry Seely White
Henry Seely White   (Cazenovia, 20 de maig de 1862 - Poughkeepsie, 20 de maig de 1943) va ser un matemàtic estatunidenc.

## Vida i Obra
White va estudiar a la Universitat Wesleyana (Connecticut) on va ser encoratjat per John Monroe Van Vleck per dedicar-se a les matemàtiques. Es va graduar el 1882 i després va anar a la universitat de Göttingen on va obtenir el doctorat el 1891 sota la direcció de Felix Klein.
A partir de 1892 va ser professor de matemàtiques a la Universitat Northwestern (Illinois), fins al 1905 en que va acceptar el càrrec de cap del departament de matemàtiques del Vassar College, a l'estat de Nova York, per poder estar més a la vora de la seva mare malalta. El 1933 es va jubilar, tot i que va continuar com a professor emèrit.
Les principals recerques de White van ser en geometria analítica i algebraica.